# Муякан
Муяка́н — река в России, протекает в Муйском районе Бурятии. Левый приток реки Муи.

## Описание
Истекает из каскадных озёр на северных склонах в центральной части водораздела Муяканского хребта. Течёт в северо-восточном направлении между Муяканским хребтом на юге и южными отрогами Северо-Муйского хребта на севере. В среднем течении долина реки, преимущественно левобережье между ручьём Соболиным и рекой Амнундой, представлена болотами и небольшими озёрами на протяжении около 20 км. Впадает в реку Мую слева на 103 км от её устья, в 12 км западнее посёлка Таксимо.
Длина реки — 180 км. Площадь водосборного бассейна — 3460 км². Среднегодовой расход воды — 34 м³/с.
Река дважды пересекается Байкало-Амурской магистралью и автодорогой Северобайкальск — Таксимо (у посёлка Северомуйска и близ разъезда Муякан). Эти две транспортные артерии проходят по долине Муякана на протяжении порядка 80 км.
На левом берегу Муякана при впадении реки Ангаракан-Муяканской расположен рабочий посёлок Северомуйск.

## Притоки
Крупные притоки: левые — Ангаракан-Муяканский, Амнунда, Сунуекит, Акукан, правые — Медвежий, Оран-Муяканский, Нижний Оран, Кончакоти, Унен, Лапро.

## Этимология
Название реки переводится с эвенкийского языка как «Малая Муя» (-кан — уменьшительный суффикс). По реке получил своё название Муяканский хребет.